# درمان کانال ریشه

عملیات عصب‌کشی

درمان کانال ریشه (به انگلیسی: Root canal therapy) یا درمان اِندودُنتیک (به انگلیسی: Endodontic therapy) معالجهٔ کانال ریشهٔ دندان است. کانال ریشهٔ دندان به همراه «اتاقِ پالپ» مغز دندان (پالپ) را تشکیل می‌دهند.
عصب‌کِشی (پالپِکتومی) اعمالی است که در طی آن مواد عفونی و عصب موجود در مغز دندان برداشته می‌شوند تا دندان از آسیب میکرب‌ها در آینده در امان باشد.

## بیمار شدن پالپ
کانال ریشه و اتاق مغز دندان حفره‌هایی در ساختمان دندان هستند که به‌طور طبیعی بافت‌های عصبی و رگ‌های خونی و بافت‌های سلولی دیگری را در خود جای می‌دهند. در صورتی که پوسیدگی دندان در مراحل اولیه درمان نشود، پوسیدگی از مینای دندان گذر نموده، به عاج می‌رسد و در ادامه می‌تواند به فضای پالپ (یا همان مغز دندان) گسترش یابد. ورود میکرب‌ها به پالپ دندان باعث ایجاد التهاب در پالپ شده، این التهاب باعث افزایش حجم پالپ می‌شود. با توجه به اینکه پالپ دندان یک محفظهٔ بسته است، التهاب باعث افزایش شدید فشار داخلی آن می‌شود. این افزایش فشار منجر به فشار آمدن به پایانه‌های عصب دندان شده، دردِ دندان شروع می‌شود.

## طبقه‌بندی بیماری‌های پالپ
- پالپ طبیعی: بی‌علامت است و پاسخ آن به محرک‌ها خفیف است و بلافاصله پس از حذف محرک از بین می‌رود.
- پالپیت برگشت‌پذیر: پاسخ به محرک خیلی حساس می‌شود اما بلافاصله پس از حذف محرک از بین می‌رود.
- پالپیت برگشت‌ناپذیر علامت‌دار: پاسخ به محرک پس از حذف آن از بین نمی‌رود یا حتی ممکن است درد غیرتحریکی و خودبه‌خود داشته باشد.
- پالپیت برگشت‌ناپذیر بدون علامت: میکروسکوپی آن مشابه پالپیت برگشت‌ناپذیر علامت‌دار است اما علائم بالینی ندارد.
- نکروز پالپ: مرگ و نکروز پالپ ممکن است کامل یا پارسیل باشد.
- پالپیت هایپرپلاستیک: رشد بافت پالپ از محل اکسپوز پوسیدگی به دلیل تحریک کم و مزمن و خون‌رسانی زیاد.
- تحلیل داخلی: اکثرا حین رادیوگرافی شناسایی می‌شود.[۱]

## مراحل انجام عصب‌کِشی
هنگام عصب‌کِشی، دندان‌پزشک بعد از برداشتن پوسیدگی‌ها یا نسج دندانی، به کانال‌هایی که داخل ریشه دندان قرار دارند، دسترسی پیدا می‌کند و ابتدا پالپوتومی صورت می‌گیرد یعنی با سوراخ کردن سقف پالپ و جاری شدن خون، فشار داخل پالپ کاهش پیدا کرده و درد کم می‌شود ولی هنوز کامل از بین نمی‌رود. (تعداد کانال‌ها بستگی به دندان دارد مثلاً دندان نیش تک‌کاناله است ولی دندان آسیا سه یا چهار کانال دارد)
توجه داشته باشید که
کانال‌های پالپ فقط حاوی عصب نیستند و حتی در بعضی موارد عصب آن‌ها ممکن است به علت کاهش خونرسانی، از بین رفته باشد، اما باکتری‌ها و محصولات آن‌ها در این کانال‌ها وجود دارند. به علاوه، عروق خونی، سلول‌های مختلف و حتی احتمالاً عروق لنفی در این کانال‌ها وجود دارد. این کانال‌ها که با پوسیدگی یا ورود میکروب‌ها آلوده شده‌اند، عفونت را تا پای ریشه می‌برند و باعث می‌شوند در اثر واکنش‌های التهابی، استخوان دور ریشه دچار التهاب و تحلیل شود و از بین برود.
کاری که دندان پزشک انجام می‌دهد، این است که جلوی این روند را قبل از اتفاق افتادن بگیرد یا اینکه بعد از اتفاق افتادن، آن را درمان کند. این کار با خارج کردن محتویات کانال ریشه شامل اعصاب و رگ‌های خونی و تمیز کردن آنها، شکل دادن کانال‌های ریشه به نحوی که مواد دارویی شستشودهنده تا انتهای کانال‌ها برسد و در آخر با پرکردن کانال‌های ریشه طوری‌که کاملاً بسته شوند و امکان عبور میکروب‌ها و محصولاتشان از مسیر آن‌ها کاهش یابد، انجام می‌شود.
در عصب‌کشی این مواد به‌طور کامل برداشته و تخلیه می‌شوند و سپس به کمک سرم فیزیولوژی ومواد ضد عفونی کننده تمیز می‌شوند و آنگاه به وسیله یک سوهان کوچک، شکل‌دهی و با محلول شست‌وشو، عفونت‌زدایی می‌شوند و پس از قرار دادن میله‌ هایی بسیار نازک بنام گوتا که در اصل از جنس پوست نوعی درخت می‌باشد به همراه سیلر در داخل کانال ریشه دندان، عاج دندان را با ماده‌ای ترمیمی مثل آمالگام یا کامپوزیت که با مواد دیگر  واکنش نمی‌دهد پر می‌کنند. بعد از این عمل، دندان می‌میرد و اگر بعد از این، دندان عفونی شود باید تحت درمان ریشه (عصب‌کشی) مجدد یا عمل جراحی انتهای ریشه قرار گیرد.
برای تخلیه و آماده‌سازی کانال دندان از روش‌های مختلفی مانند ‫step back‬، passive step back و crown down می‌توان استفاده کرد.
زیاد بودن فاصلهٔ زمانی بین تخلیه مواد عفونی و پر کردن دندان شانس عفونت‌های بعدی را بالا می‌برد.
از طرفی بعضی از دندان‌های ملتهب که درناژ چرک فعال دارند را باید در دو جلسه عصب‌کشی کرد. سرانجام این دندانپزشک است که تصمیم می‌گیرد که در چند جلسه درمان صورت بپذیرد.